# Municipio de Markey
El municipio de Markey (en inglés: Markey Township) es un municipio ubicado en el condado de Roscommon en el estado estadounidense de Míchigan. En el año 2010 tenía una población de 2360 habitantes y una densidad poblacional de 25,24 personas por km².

## Geografía
El municipio de Markey se encuentra ubicado en las coordenadas 44°22′45″N 84°40′23″O / 44.37917, -84.67306. Según la Oficina del Censo de los Estados Unidos, el municipio tiene una superficie total de 93.5 km², de la cual 74,4 km² corresponden a tierra firme y (20,43 %) 19,1 km² es agua.

## Demografía
Según el censo de 2010, había 2360 personas residiendo en el municipio de Markey. La densidad de población era de 25,24 hab./km². De los 2360 habitantes, el municipio de Markey estaba compuesto por el 98,47 % blancos, el 0,08 % eran afroamericanos, el 0,51 % eran amerindios, el 0,25 % eran asiáticos, el 0,04 % eran de otras razas y el 0,64 % eran de una mezcla de razas. Del total de la población el 1,02 % eran hispanos o latinos de cualquier raza.